# Трудничество

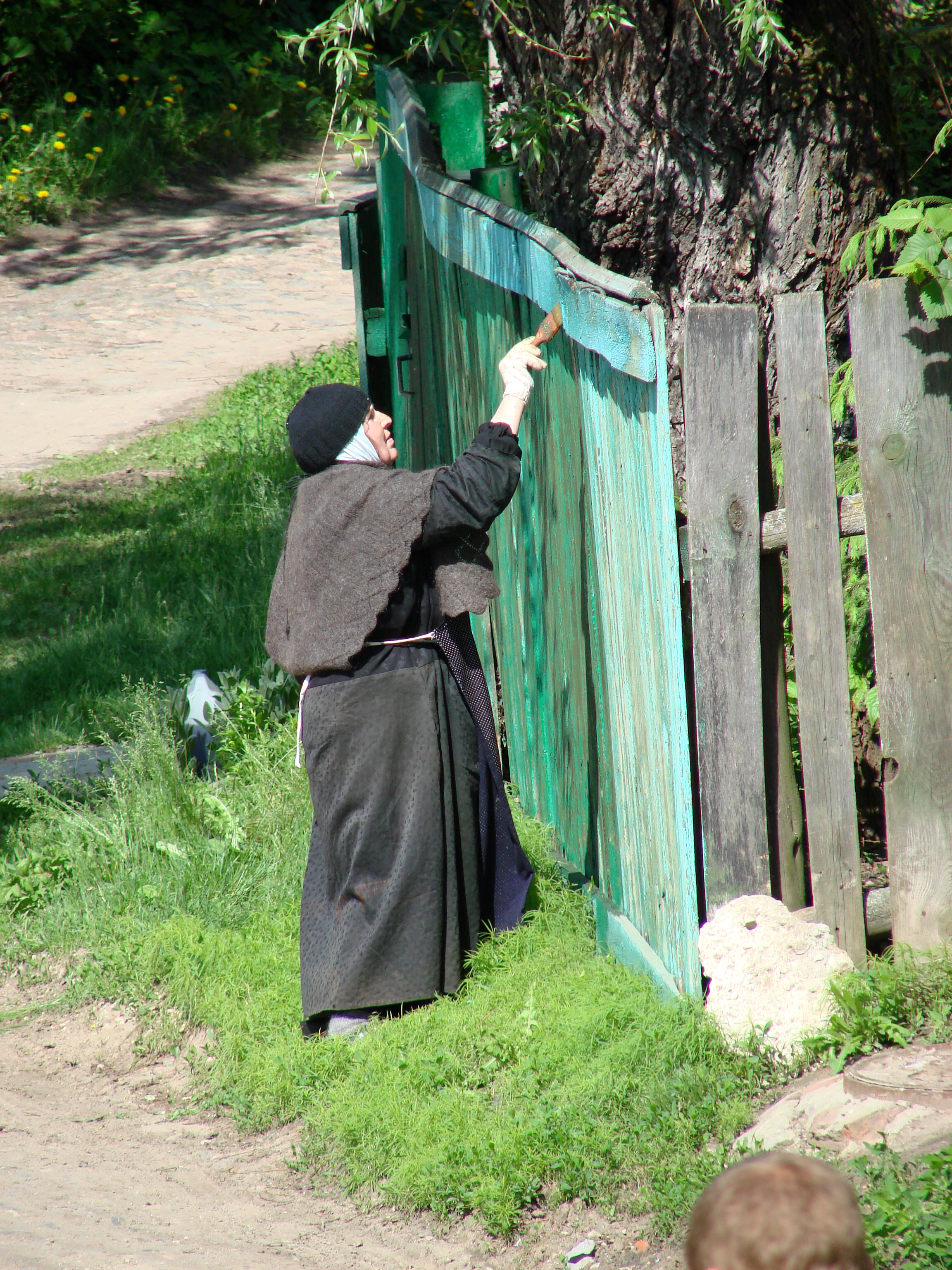

Тру́дничество — занятие людей, работающих при православном монастыре или храме на добровольной и бескорыстной основе (во славу Божию), а при длительном периоде работы ещё и проживающих там же. В таких случаях трудник со стороны монастыря/храма обеспечивается питанием и проживанием.
Трудничество — форма духовного развития. Это возможность для православного человека пожертвовать свое время и силы. Цель трудника — расти духовно, учиться смирению и человеколюбию, а значит приближаться к Богу.
Трудника следует отличать от послушника, хотя они могут исполнять в монастыре совершенно одинаковые послушания: если послушник приходит в монастырь с намерением в дальнейшем стать монахом, то трудник лишь на время приезжает жить и трудиться в монастыре.